# Karel Liška
Karel Liška (* 2. April 1914 in Poltawa, Ukraine, damals zu Russland; † 1987 in Daisendorf) war ein tschechischer Maler realistischer Bilder. Außerdem schuf er mit Hilfe seiner Gabe der Synästhesie oder Synopse beim Anhören von Musikstücken abstrakte Bilder („Photismen“). In seinem Frühwerk malte er auch Porträts und Bühnenbilder.

## Leben
Die Eltern von Liška (Virtuose und Opernsängerin) flüchteten nach dem Ersten Weltkrieg nach Prag. Dort legte er 1932 sein Abitur ab und studierte bis 1937 an der Technischen Hochschule und der Karls-Universität. Nach 1937 war er Kunsterzieher, Musikreferent und Professor an der Staatlichen Graphischen Kunstfachschule. Im Jahr 1948 wurde er nach der kommunistischen Machtübernahme aus politischen Gründen entlassen. Nach 1953 durfte er wieder an einer Schule unterrichten. Im Sommer 1969 emigrierte er nach der Niederschlagung des Prager Frühlings wegen seiner unsicheren persönlichen Zukunft. Seit Sommer 1969 war er Kunsterzieher am Aufbaugymnasium in Meersburg und wohnte in Daisendorf bei Meersburg.
Karel Liška ist Vater des tschechisch-deutschen Ballett-Tänzers Ivan Liška, der 1950 in Prag geboren wurde und von 1998 bis 2016 Direktor des Bayerischen Staatsballetts war.

## Gedenken

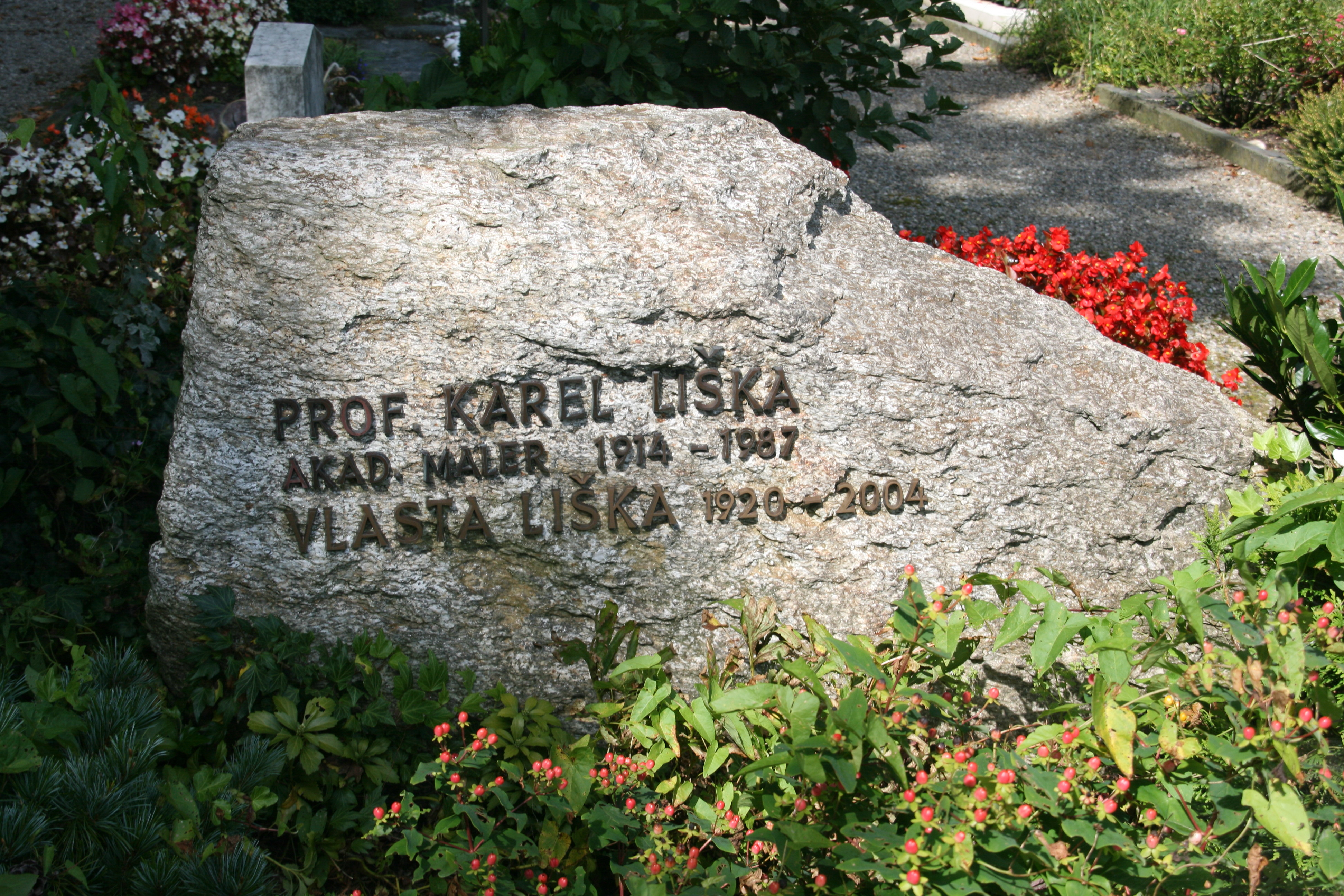
Grab von Karel Liška

An ihn erinnert ein unpolierter Naturgrabstein auf der Südseite des Neuen Friedhofs in Daisendorf. Bei guter Sicht sieht man von dort die Bodensee- und Voralpenlandschaft wie auf einigen seiner Bilder.

## Künstlerisches Werk
Im Jahr 1937 kaufte das tschechische Kulturministerium eine Landschaft aus dem Adlergebirge an. Danach folgten Ausstellungen, Bühnenbilder und Buchillustrationen. Er war nach dem Zweiten Weltkrieg eines der 122 Gründungsmitglieder des neuen Künstlerverbandes der ČSSR. Zu seinen Nachkriegsausstellungen gehörten Bilder aus Bulgarien in Prag, Bilder aus der ČSSR in Stockholm, Bilder aus Frankreich und der ČSSR in Luleå und Bilder aus Schweden in Prag. Ab 1970 zeigte er Bodenseebilder im Neuen Schloss (Meersburg), „Musik-Bilder“ in Konstanz, ferner hatte er Ausstellungen in der Schweiz, Schweden, Frankreich und Liechtenstein.
Besondere Landschaftsharmonie vermitteln die Bilder Möwen; Meersburg; Am Wattenberg. Bemerkenswert ist ferner das abstrakte Musik-Bild Beethoven: Ode an die Freude. Die Liste der Bilder zur Ausstellung „In memoriam Prof. Karel Liška“ vom 9. Mai 1997 bis 28. September 1997 im Rathaus zu Daisendorf umfasste noch 93 Ölbilder, Aquarelle, Linolschnitte, Steindrucke, Radierungen und Zeichnungen.
Sein Gemälde Treppenaufgang zu einem Stadttor wurde in einer Auktion angeboten. Die Bilder Uferstimmung am Bodensee, Große Schafherde und Hirten auf dem Feld, Sommertag auf dem Land wurden von verschiedenen Auktionshäusern verkauft.

## Künstlerisches Kredo
Sein Kredo war: Das Ewige in der Natur zu finden, Sinn für Harmonie und Schönheit zu empfinden und auszudrücken. Seine Bilder sind altmeisterlich bis expressionistisch.